# Holečkov
Holečkov je malá vesnice, část obce Malovice v okrese Prachatice v Jihočeském kraji. Nachází se asi 2,5 kilometru západně od Malovic. Prochází tudy železniční trať Dívčice–Netolice. Je zde evidováno 18 adres. V roce 2011 zde trvale žilo 22 obyvatel.
Holečkov leží v katastrálním území Malovice u Netolic o výměře 9,98 km² a v krajinné památkové zóně Libějovicko-Lomecko.

## Historie
Vesnice byla založena jako na území ČR ojedinělý projekt řízený Státním pozemkovým úřadem v letech 1921–1925 na pozemcích, které původně spadaly do správy velkostatku Netolice-Libějovice patřícího Schwarzenbergům. Původně vzniklo 10 domů na pravé straně silnice ve směru od Rábína, později přibyly další dva na druhé straně silnice. Majiteli se stali chudí rolníci z okolních vesnic, zejména z Krtel. Vesnice oficiálně vznikla při slavnosti konané dne 6. září 1925 za účasti spisovatele Josefa Holečka, po kterém byla také pojmenována.
Vesnice je proto jedinečným památníkem první československé pozemkové reformy ukotvené zákony z let 1919–1920, několik podobných pokusů proběhlo jen na území Slovenské republiky.

## Obyvatelstvo
| Rok            | 1869 | 1880 | 1890 | 1900 | 1910 | 1921 | 1930 | 1950 | 1961 | 1970 | 1980 | 1991 | 2001 | 2011 | 2021 |
| -------------- | ---- | ---- | ---- | ---- | ---- | ---- | ---- | ---- | ---- | ---- | ---- | ---- | ---- | ---- | ---- |
| Počet obyvatel | 0    | 0    | 0    | 0    | 0    | 0    | 63   | 65   | 60   | 50   | 35   | 34   | 33   | 22   | 33   |
| Počet domů     | 0    | 0    | 0    | 0    | 0    | 0    | 12   | 13   | 13   | 13   | 12   | 15   | 14   | 16   | 18   |

## Pamětihodnosti
- Kříž, na vstupu do vsi
- Zemědělský dvůr Rábín